# Tank Bigsby
Cartavious Bigsby (LaGrange, Georgia; 30 de agosto de 2001) más conocido como Tank Bigsby, es un jugador profesional estadounidense de fútbol americano, se desempeña en la posición de running back en Jacksonville Jaguars, en la National Football League (NFL).

## Carrera
Hizo su debut profesional con el equipo Jacksonville Jaguars, lleva jugando una temporada, comenzó en el 2023.